# 川出良枝
川出 良枝（かわで よしえ、1959年 - ）は、日本の政治学者。専門は政治学史、政治思想史。学位は、法学博士（東京大学）。東京大学大学院法学政治学研究科教授。早稲田大学政治経済学部では藤原保信、東京大学大学院では有賀弘、佐々木毅に師事した。1997年渋沢・クローデル賞受賞。

## 人物・経歴
東京都生まれ。1986年、早稲田大学政治経済学部卒業。1992年パリ第7大学文学研究科DEA取得、1994年、東京大学大学院法学政治学研究科博士課程修了、博士（法学）。学位論文の題は「貴族の徳,商業の精神：モンテスキューとデスポティズム批判の系譜(1699-1748)」。 
1994年放送大学教養学部助教授、1997年東京都立大学法学部助教授、2003年同教授を経て、2005年から東京大学大学院法学政治学研究科教授。

## 著書

### 単著
- 『貴族の徳、商業の精神――モンテスキューと専制批判の系譜』（東京大学出版会, 1996年）

### 共編著
- （阿部齊・久保文明）『政治学入門』（放送大学教育振興会, 1996年）
- （松本礼二）『近代国家と近代革命の政治思想』（放送大学教育振興会, 1997年）
- （山岡龍一）『西洋政治思想史――視座と論点』（放送大学教育振興会, 2001年／改訂版, 2005年／岩波書店，2012年）
- （久米郁男・古城佳子・田中愛治・真渕勝）『政治学』（有斐閣, 2003年）
- 『政治学』谷口将紀共編 東京大学出版会 2012
- 『ルソーと近代 ルソーの回帰・ルソーへの回帰 ジャン=ジャック・ルソー生誕300周年記念国際シンポジウム』永見文雄,三浦信孝共編 風行社 2014

### 翻訳
- シィエス『第三身分とは何か』稲本洋之助,伊藤洋一,松本英実共訳 岩波文庫 2011
- ジャン=ジャック・ルソー「白水iクラシックス ルソー・コレクション」白水社、2012

『文明』選 山路昭,阪上孝,宮治弘之,浜名優美訳
『起源』選 原好男,竹内成明訳
『孤独』選 佐々木康之訳
『政治』選 遅塚忠躬,永見文雄訳
- ブリュノ・ベルナルディ『ジャン=ジャック・ルソーの政治哲学 一般意志・人民主権・共和国』三浦信孝編 永見文雄,古城毅,王寺賢太共訳 勁草書房 2014